# WSVF-CD
WSVF-CD, canal 43, marcado como The Valley's FOX, es la estación de televisión afiliada a la cadena Fox y CBS la ciudad de Harrisonburg, Virginia. La estación es propiedad de Gray Television, y es una estación hermana a estación afiliada a ABC, WHSV-TV (canal 3) y estación afiliada a NBC/The CW, WSVW-LD (canal 30). WSVF-CD, WHSV-TV, y WSVW-LD posee estudios en North Main Street en el centro de Harrisonburg.
En señal abierta, WSVF-CD transmite una señal digital en el canal UHF 43 desde una torre transmisora en la Montaña Massanutten. La estación también es ofrecida en el canal digitald de cable 192 en la compañía Comcast. No se ofrece en los planes básicos de cable debido a que emiten WTTG, la afiliada a Fox en Washington D. C.. La estación continúa siendo la afiliada a Fox y CBS para el área.

## Historia
Durante finales del verano e inicios del otoño de 2006, WHSV recibió grandes mejoras tecnológicas para hacer camino a la introducción de The Valley's FOX. Una gran torre fue construida detrás de los estudios de la estación en Harrisonburg para acomodar su receptor satelital, necesario para que se emitiera la señal de Fox.
The Valley's FOX (como WSVF-CD) comenzó a transmitir el 26 de octubre de 2006 como subcanal de WHSV-DT2.

## Canales
| Canales | Canales              |
| ------- | -------------------- |
| 43.1    | The Valley's Fox     |
| 43.2    | WSVF-CD2 / CBS The V |

## Programación
La programación sindicada en WSVF-CD incluye: TMZ, Everybody Loves Raymond, Frasier, y That '70s Show. 